# 송화강의 비객
"송화강의 비객"은 한국에서 제작된 김시현 감독의 1976년 영화이다. 장일도 등이 주연으로 출연하였고 정진우 등이 제작에 참여하였다.

## 출연

### 주연
- 장일도
- 황인식